# 上德涅斯特貝斯基德山脈
上德涅斯特貝斯基德山脈是烏克蘭的山脈，位於該國西部利沃夫州，屬於烏克蘭喀爾巴阡山脈中東貝斯基德山脈的一部分，最高點馬古拉-利姆尼揚西卡山海拔高度1,022米。